# CJ Entertainment
CJ Entertainment Co., Ltd. (hangul : 씨제이엔터테인먼트 주식회사, CJ엔터테인먼트 주식회사), filiale du Groupe CJ, est la plus grande société sud-coréenne de production et de distribution de films en Corée du Sud.

## Histoire
En 1995, Cheil Jedang investit dans le studio de cinéma, DreamWorks SKG et, en juin, crée sa propre division de divertissement. En septembre 1996, la division est renommée CJ Entertainment.
En 1997, en pleine crise financière, CJ Entertainment progresse dans l'industrie cinématographique coréenne alors que de petites compagnies de cinéma ferment. Le succès du film, Shiri en 1999 permet à l'entreprise de devenir l'une des deux plus grandes sociétés de production dans le pays avec Kang Woo-suk de la société, Cinema Service.
En 2010, CJ E & M est créé par la fusion de CJ Media et CJ Entertainment Media M-net. CJ E & M diffuse la culture Hallyu grâce à des programmes de télévision à succès comme Superstar K, Reply 1997 ainsi que des films tels que Masquerade.